# Circoscrizione Marche (Senato della Repubblica)
La circoscrizione Marche è una circoscrizione elettorale italiana per l'elezione del Senato della Repubblica.

## Storia
La circoscrizione elettorale venne istituita, con altre 19, per le prime elezioni del Senato della Repubblica, tramite Legge del 6 febbraio 1948, n. 29 in ottemperanza alla Costituzione della Repubblica Italiana che prescrive, all'art. 57, che «il Senato della Repubblica è eletto a base regionale». Fu suddivisa in 6 collegi di lista, in base al D.P.R. del 6 febbraio 1948, n. 30.
In rispetto del suddetto articolo, la circoscrizione venne riconfermata in seguito in tutte le leggi elettorali inerenti al Senato della Repubblica.
La Legge 4 agosto 1993, n. 276 modificò il territorio suddividendolo in 5 collegi uninominali, in base al D.Lgs. del 20 dicembre 1993 n. 535. I suddetti collegi vennero aboliti dalla Legge del 21 dicembre 2005, n. 270.
L'attuale Legge 3 novembre 2017, n. 165, ha ricreato nel territorio della circoscrizione collegi uninominali e collegi plurinominali che devono essere determinati dal governo tramite decreto legislativo.

## Territorio
Il territorio della circoscrizione corrisponde, fin dalla sua istituzione, a quello della regione Marche.

## Seggi
Per l'attribuzione dei seggi spettanti ad ogni regione, bisogna ottemperare anche in questo caso alla Costituzione della Repubblica Italiana la quale prescriveva, alla data di promulgazione del 1948, che «Nessuna Regione può avere un numero di senatori inferiore a sei. La Valle d’Aosta ha un solo senatore», modificata poi con la Legge costituzionale 9 febbraio 1963, n. 2 che recita «Nessuna Regione può avere un numero di senatori inferiori a sette; il Molise ne ha due, la Valle d’Aosta uno.»
Partendo da un minimo costituzionale di sei seggi per regione, divenuti poi sette, la ripartizione dei seggi spettanti alla circoscrizione viene effettuata in proporzione alla popolazione delle Regioni, quale risulta dall'ultimo censimento generale, sulla base dei quozienti interi e dei più alti resti.

## Dal 1948 al 1993
In base alla legge in vigore dal 1948, essenzialmente proporzionale, i partiti presentavano in ogni circoscrizione un candidato per ogni collegio. All'interno di ciascun collegio, veniva eletto senatore il candidato che avesse raggiunto il quorum del 65% delle preferenze. Qualora nessun candidato avesse conseguito l'elezione, i voti di tutti i candidati venivano raggruppati nelle liste di partito a livello regionale, dove i seggi venivano allocati utilizzando il metodo D'Hondt delle maggiori medie statistiche e quindi, all'interno di ciascuna lista, venivano dichiarati eletti senatori i candidati con le migliori percentuali di preferenza.

### Collegi elettorali
- Ancona
- Jesi-Senigallia
- Pesaro-Fano
- Urbino
- Macerata
- Fermo
- Ascoli Piceno

### I legislatura
Nessun candidato nei collegi uninominali raggiunse il quorum del 65% dei voti per essere eletto automaticamente; i seggi vennero pertanto assegnati proporzionalmente ai voti ricevuti.
| Partito                            | Partito                            | Risultati 18 aprile 1948 | Risultati 18 aprile 1948 | Risultati 18 aprile 1948 | Seggi | Seggi |
| Partito                            | Partito                            | Voti                     | %                        | ±                        | Num   | ±     |
| ---------------------------------- | ---------------------------------- | ------------------------ | ------------------------ | ------------------------ | ----- | ----- |
|                                    | Democrazia Cristiana               | 326 232                  | 48,35                    | n.d.                     | 4     | n.d.  |
|                                    | Fronte Democratico Popolare        | 230 794                  | 34,20                    | n.d.                     | 2     | n.d.  |
|                                    | Partito Repubblicano Italiano      | 94 534                   | 14,01                    | n.d.                     | 1     | n.d.  |
|                                    | Blocco Nazionale                   | 23 190                   | 3,44                     | n.d.                     | 0     | n.d.  |
|                                    |                                    |                          |                          |                          |       |       |
| Iscritti                           | Iscritti                           | 756 663                  | 100,00                   |                          |       |       |
| ↳ Votanti (% su iscritti)          | ↳ Votanti (% su iscritti)          | 715 861                  | 94,61                    | n.d.                     |       |       |
| ↳ Voti validi (% su votanti)       | ↳ Voti validi (% su votanti)       | 674 750                  | 94,26                    |                          |       |       |
| ↳ Schede non valide (% su votanti) | ↳ Schede non valide (% su votanti) | 41 111                   | 5,74                     |                          |       |       |
| ↳ Astenuti (% su iscritti)         | ↳ Astenuti (% su iscritti)         | 40 802                   | 5,39                     |                          |       |       |

| Eletti | Eletti            |
| ------ | ----------------- |
|        | Mario Carelli     |
|        | Nicola Ciccolungo |
|        | Raffaele Elia     |
|        | Amor Tartufoli    |
|        | Egisto Cappellini |
|        | Luigi Ruggeri     |
|        | Enrico Malintoppi |

### II legislatura
Nessun candidato nei collegi uninominali raggiunse il quorum del 65% dei voti per essere eletto automaticamente; i seggi vennero pertanto assegnati proporzionalmente ai voti ricevuti.
| Partito                            | Partito                                 | Risultati 7 giugno 1953 | Risultati 7 giugno 1953 | Risultati 7 giugno 1953 | Seggi | Seggi   |
| Partito                            | Partito                                 | Voti                    | %                       | ±                       | Num   | ±       |
| ---------------------------------- | --------------------------------------- | ----------------------- | ----------------------- | ----------------------- | ----- | ------- |
|                                    | Democrazia Cristiana                    | 319 038                 | 44,24                   | 4,11                    | 4     | Stabile |
|                                    | Partito Comunista Italiano              | 180 022                 | 24,96                   | n.d.                    | 2     | n.d.    |
|                                    | Partito Socialista Italiano             | 105 703                 | 14,66                   | n.d.                    | 1     | n.d.    |
|                                    | Partito Repubblicano Italiano           | 45 533                  | 6,31                    | n.d.                    | 0     | n.d.    |
|                                    | Movimento Sociale Italiano              | 34 703                  | 4,81                    | n.d.                    | 0     | n.d.    |
|                                    | Partito Socialista Democratico Italiano | 13 305                  | 1,85                    | n.d.                    | 0     | n.d.    |
|                                    | Unità Popolare                          | 9 068                   | 1,26                    | n.d.                    | 0     | n.d.    |
|                                    | Partito Nazionale Monarchico            | 5 892                   | 0,82                    | n.d.                    | 0     | n.d.    |
|                                    | Partito Liberale Italiano               | 4 025                   | 0,56                    | n.d.                    | 0     | n.d.    |
|                                    | Alleanza Democratica Nazionale          | 3 814                   | 0,53                    | n.d.                    | 0     | n.d.    |
|                                    |                                         |                         |                         |                         |       |         |
| Iscritti                           | Iscritti                                | 794 696                 | 100,00                  |                         |       |         |
| ↳ Votanti (% su iscritti)          | ↳ Votanti (% su iscritti)               | 760 378                 | 95,68                   | 1,07                    |       |         |
| ↳ Voti validi (% su votanti)       | ↳ Voti validi (% su votanti)            | 721 103                 | 94,83                   |                         |       |         |
| ↳ Schede non valide (% su votanti) | ↳ Schede non valide (% su votanti)      | 39 275                  | 5,17                    |                         |       |         |
| ↳ Astenuti (% su iscritti)         | ↳ Astenuti (% su iscritti)              | 34 318                  | 4,32                    |                         |       |         |

| Eletti | Eletti            |
| ------ | ----------------- |
|        | Mario Carelli     |
|        | Raffaele Elia     |
|        | Amor Tartufoli    |
|        | Umberto Tupini    |
|        | Egisto Cappellini |
|        | Guido Molinelli   |
|        | Alberto Cianca    |

### III legislatura
Nessun candidato nei collegi uninominali raggiunse il quorum del 65% dei voti per essere eletto automaticamente; i seggi vennero pertanto assegnati proporzionalmente ai voti ricevuti.
| Partito                            | Partito                                 | Risultati 25 maggio 1958 | Risultati 25 maggio 1958 | Risultati 25 maggio 1958 | Seggi | Seggi   |
| Partito                            | Partito                                 | Voti                     | %                        | ±                        | Num   | ±       |
| ---------------------------------- | --------------------------------------- | ------------------------ | ------------------------ | ------------------------ | ----- | ------- |
|                                    | Democrazia Cristiana                    | 338 576                  | 44,57                    | 0,33                     | 4     | Stabile |
|                                    | Partito Comunista Italiano              | 187 493                  | 24,68                    | 0,28                     | 2     | Stabile |
|                                    | Partito Socialista Italiano             | 121 216                  | 15,96                    | 1,30                     | 2     | Stabile |
|                                    | Movimento Sociale Italiano              | 30 454                   | 4,01                     | 0,80                     | 0     | Stabile |
|                                    | Partito Socialista Democratico Italiano | 30 316                   | 3,99                     | 2,14                     | 0     | Stabile |
|                                    | PRI-Rad                                 | 30 259                   | 3,98                     | n.d.                     | 0     | n.d.    |
|                                    | Partito Liberale Italiano               | 13 333                   | 1,76                     | 1,20                     | 0     | Stabile |
|                                    | Partito Monarchico Popolare             | 8 006                    | 1,05                     | n.d.                     | 0     | n.d.    |
|                                    |                                         |                          |                          |                          |       |         |
| Iscritti                           | Iscritti                                | 834 901                  | 100,00                   |                          |       |         |
| ↳ Votanti (% su iscritti)          | ↳ Votanti (% su iscritti)               | 795 021                  | 95,22                    | 0,46                     |       |         |
| ↳ Voti validi (% su votanti)       | ↳ Voti validi (% su votanti)            | 759 653                  | 95,55                    |                          |       |         |
| ↳ Schede non valide (% su votanti) | ↳ Schede non valide (% su votanti)      | 35 368                   | 4,45                     |                          |       |         |
| ↳ Astenuti (% su iscritti)         | ↳ Astenuti (% su iscritti)              | 39 880                   | 4,78                     |                          |       |         |

| Eletti | Eletti           |
| ------ | ---------------- |
|        | Mario Carelli    |
|        | Aristide Merloni |
|        | Amor Tartufoli   |
|        | Umberto Tupini   |
|        | Enzo Capalozza   |
|        | Luigi Ruggeri    |
|        | Alberto Cianca   |

### IV legislatura
Nessun candidato nei collegi uninominali raggiunse il quorum del 65% dei voti per essere eletto automaticamente; i seggi vennero pertanto assegnati proporzionalmente ai voti ricevuti.
| Partito                            | Partito                                 | Risultati 28 aprile 1963 | Risultati 28 aprile 1963 | Risultati 28 aprile 1963 | Seggi | Seggi   |
| Partito                            | Partito                                 | Voti                     | %                        | ±                        | Num   | ±       |
| ---------------------------------- | --------------------------------------- | ------------------------ | ------------------------ | ------------------------ | ----- | ------- |
|                                    | Democrazia Cristiana                    | 301 548                  | 39,19                    | 5,38                     | 4     | Stabile |
|                                    | Partito Comunista Italiano              | 231 136                  | 30,04                    | 5,36                     | 3     | 1       |
|                                    | Partito Socialista Italiano             | 108 279                  | 14,07                    | 1,89                     | 1     | Stabile |
|                                    | Partito Socialista Democratico Italiano | 40 648                   | 5,28                     | 1,29                     | 0     | Stabile |
|                                    | Movimento Sociale Italiano              | 35 268                   | 4,58                     | 0,57                     | 0     | Stabile |
|                                    | Partito Liberale Italiano               | 29 957                   | 3,89                     | 2,13                     | 0     | Stabile |
|                                    | Partito Repubblicano Italiano           | 22 713                   | 2,95                     | n.d.                     | 0     | n.d.    |
|                                    |                                         |                          |                          |                          |       |         |
| Iscritti                           | Iscritti                                | 854 230                  | 100,00                   |                          |       |         |
| ↳ Votanti (% su iscritti)          | ↳ Votanti (% su iscritti)               | 807 801                  | 94,56                    | 0,66                     |       |         |
| ↳ Voti validi (% su votanti)       | ↳ Voti validi (% su votanti)            | 769 549                  | 95,26                    |                          |       |         |
| ↳ Schede non valide (% su votanti) | ↳ Schede non valide (% su votanti)      | 38 252                   | 4,74                     |                          |       |         |
| ↳ Astenuti (% su iscritti)         | ↳ Astenuti (% su iscritti)              | 46 429                   | 5,44                     |                          |       |         |

| Eletti | Eletti              |
| ------ | ------------------- |
|        | Mario Carelli       |
|        | Aristide Merloni    |
|        | Amor Tartufoli      |
|        | Umberto Tupini      |
|        | Eolo Fabretti       |
|        | Ezio Santarelli     |
|        | Evio Tomasucci      |
|        | Fernando Schiavetti |

### V legislatura
Nessun candidato nei collegi uninominali raggiunse il quorum del 65% dei voti per essere eletto automaticamente; i seggi vennero pertanto assegnati proporzionalmente ai voti ricevuti.
| Partito                            | Partito                            | Risultati 19 maggio 1968 | Risultati 19 maggio 1968 | Risultati 19 maggio 1968 | Seggi | Seggi   |
| Partito                            | Partito                            | Voti                     | %                        | ±                        | Num   | ±       |
| ---------------------------------- | ---------------------------------- | ------------------------ | ------------------------ | ------------------------ | ----- | ------- |
|                                    | Democrazia Cristiana               | 318 888                  | 40,76                    | 1,57                     | 4     | Stabile |
|                                    | PCI-PSIUP                          | 274 120                  | 35,03                    | 4,99                     | 3     | Stabile |
|                                    | PSI-PSDI Unificati                 | 106 357                  | 13,59                    | 5,76                     | 1     | [ 1 ]   |
|                                    | Partito Liberale Italiano          | 29 660                   | 3,79                     | 0,10                     | 0     | Stabile |
|                                    | Movimento Sociale Italiano         | 27 886                   | 3,56                     | 1,02                     | 0     | Stabile |
|                                    | Partito Repubblicano Italiano      | 25 518                   | 3,26                     | 0,31                     | 0     | Stabile |
|                                    |                                    |                          |                          |                          |       |         |
| Iscritti                           | Iscritti                           | 875 828                  | 100,00                   |                          |       |         |
| ↳ Votanti (% su iscritti)          | ↳ Votanti (% su iscritti)          | 830 250                  | 94,80                    | 0,24                     |       |         |
| ↳ Voti validi (% su votanti)       | ↳ Voti validi (% su votanti)       | 782 429                  | 94,24                    |                          |       |         |
| ↳ Schede non valide (% su votanti) | ↳ Schede non valide (% su votanti) | 47 821                   | 5,76                     |                          |       |         |
| ↳ Astenuti (% su iscritti)         | ↳ Astenuti (% su iscritti)         | 45 578                   | 5,20                     |                          |       |         |

| Eletti | Eletti            |
| ------ | ----------------- |
|        | Elio Ballesi      |
|        | Aristide Merloni  |
|        | Alfredo Scipioni  |
|        | Giovanni Venturi  |
|        | Eolo Fabretti     |
|        | Attilio Manenti   |
|        | Evio Tomasucci    |
|        | Giacomo Brodolini |

### VI legislatura
Nessun candidato nei collegi uninominali raggiunse il quorum del 65% dei voti per essere eletto automaticamente; i seggi vennero pertanto assegnati proporzionalmente ai voti ricevuti.
| Partito                            | Partito                                 | Risultati 7 maggio 1972 | Risultati 7 maggio 1972 | Risultati 7 maggio 1972 | Seggi | Seggi   |
| Partito                            | Partito                                 | Voti                    | %                       | ±                       | Num   | ±       |
| ---------------------------------- | --------------------------------------- | ----------------------- | ----------------------- | ----------------------- | ----- | ------- |
|                                    | Democrazia Cristiana                    | 331 846                 | 40,69                   | 0,07                    | 4     | Stabile |
|                                    | PCI-PSIUP                               | 284 348                 | 34,86                   | 0,17                    | 3     | Stabile |
|                                    | Partito Socialista Italiano             | 72 013                  | 8,83                    | n.d.                    | 1     | n.d.    |
|                                    | Movimento Sociale Italiano              | 43 616                  | 5,35                    | 0,79                    | 0     | Stabile |
|                                    | Partito Socialista Democratico Italiano | 35 547                  | 4,36                    | n.d.                    | 0     | n.d.    |
|                                    | Partito Repubblicano Italiano           | 29 542                  | 3,62                    | 0,36                    | 0     | Stabile |
|                                    | Partito Liberale Italiano               | 18 717                  | 2,29                    | 1,50                    | 0     | Stabile |
|                                    |                                         |                         |                         |                         |       |         |
| Iscritti                           | Iscritti                                | 896 691                 | 100,00                  |                         |       |         |
| ↳ Votanti (% su iscritti)          | ↳ Votanti (% su iscritti)               | 854 345                 | 95,28                   | 0,48                    |       |         |
| ↳ Voti validi (% su votanti)       | ↳ Voti validi (% su votanti)            | 815 629                 | 95,47                   |                         |       |         |
| ↳ Schede non valide (% su votanti) | ↳ Schede non valide (% su votanti)      | 38 716                  | 4,53                    |                         |       |         |
| ↳ Astenuti (% su iscritti)         | ↳ Astenuti (% su iscritti)              | 42 346                  | 4,72                    |                         |       |         |

| Eletti | Eletti                    |
| ------ | ------------------------- |
|        | Francesco Merloni         |
|        | Alfredo Scipioni          |
|        | Rodolfo Tambroni Armaroli |
|        | Giovanni Venturi          |
|        | Aldo Bianchi              |
|        | Cleto Boldrini            |
|        | Emidio Bruni              |
|        | Achille Corona            |

### VII legislatura
Nessun candidato nei collegi uninominali raggiunse il quorum del 65% dei voti per essere eletto automaticamente; i seggi vennero pertanto assegnati proporzionalmente ai voti ricevuti.
| Partito                            | Partito                                 | Risultati 20 giugno 1976 | Risultati 20 giugno 1976 | Risultati 20 giugno 1976 | Seggi | Seggi   |
| Partito                            | Partito                                 | Voti                     | %                        | ±                        | Num   | ±       |
| ---------------------------------- | --------------------------------------- | ------------------------ | ------------------------ | ------------------------ | ----- | ------- |
|                                    | Democrazia Cristiana                    | 345 519                  | 40,77                    | 0,08                     | 4     | Stabile |
|                                    | Partito Comunista Italiano              | 336 228                  | 39,68                    | 4,82                     | 4     | 1       |
|                                    | Partito Socialista Italiano             | 71 397                   | 8,43                     | 0,40                     | 0     | 1       |
|                                    | Movimento Sociale Italiano              | 32 987                   | 3,89                     | 1,46                     | 0     | Stabile |
|                                    | Partito Repubblicano Italiano           | 28 161                   | 3,32                     | 0,30                     | 0     | Stabile |
|                                    | Partito Socialista Democratico Italiano | 23 302                   | 2,75                     | 1,61                     | 0     | Stabile |
|                                    | Partito Liberale Italiano               | 5 255                    | 0,62                     | 1,67                     | 0     | Stabile |
|                                    | Partito Radicale                        | 4 590                    | 0,54                     | n.d.                     | 0     | n.d.    |
|                                    |                                         |                          |                          |                          |       |         |
| Iscritti                           | Iscritti                                | 916 029                  | 100,00                   |                          |       |         |
| ↳ Votanti (% su iscritti)          | ↳ Votanti (% su iscritti)               | 878 049                  | 95,85                    | 0,57                     |       |         |
| ↳ Voti validi (% su votanti)       | ↳ Voti validi (% su votanti)            | 847 439                  | 96,51                    |                          |       |         |
| ↳ Schede non valide (% su votanti) | ↳ Schede non valide (% su votanti)      | 30 610                   | 3,49                     |                          |       |         |
| ↳ Astenuti (% su iscritti)         | ↳ Astenuti (% su iscritti)              | 37 980                   | 4,15                     |                          |       |         |

| Eletti | Eletti                    |
| ------ | ------------------------- |
|        | Danilo De' Cocci          |
|        | Raffaele Girotti          |
|        | Rodolfo Tambroni Armaroli |
|        | Alfredo Trifogli          |
|        | Gianfilippo Benedetti     |
|        | Cleto Boldrini            |
|        | Giorgio De Sabbata        |
|        | Pasquale Salvucci         |

### VIII legislatura
Nessun candidato nei collegi uninominali raggiunse il quorum del 65% dei voti per essere eletto automaticamente; i seggi vennero pertanto assegnati proporzionalmente ai voti ricevuti.
| Partito                            | Partito                                      | Risultati 3 giugno 1979 | Risultati 3 giugno 1979 | Risultati 3 giugno 1979 | Seggi | Seggi   |
| Partito                            | Partito                                      | Voti                    | %                       | ±                       | Num   | ±       |
| ---------------------------------- | -------------------------------------------- | ----------------------- | ----------------------- | ----------------------- | ----- | ------- |
|                                    | Democrazia Cristiana                         | 334 444                 | 39,43                   | 1,04                    | 4     | Stabile |
|                                    | Partito Comunista Italiano                   | 330 767                 | 39,00                   | 0,68                    | 4     | Stabile |
|                                    | Partito Socialista Italiano                  | 71 537                  | 8,43                    | Stabile                 | 0     | Stabile |
|                                    | Movimento Sociale Italiano                   | 31 609                  | 3,73                    | 0,16                    | 0     | Stabile |
|                                    | Partito Repubblicano Italiano                | 29 932                  | 3,53                    | 0,21                    | 0     | Stabile |
|                                    | Partito Socialista Democratico Italiano      | 25 164                  | 2,97                    | 0,22                    | 0     | Stabile |
|                                    | Partito Radicale                             | 13 991                  | 1,65                    | 1,11                    | 0     | Stabile |
|                                    | Partito Liberale Italiano                    | 8 294                   | 0,98                    | 0,36                    | 0     | Stabile |
|                                    | Democrazia Nazionale - Costituente di Destra | 2 452                   | 0,29                    | n.d.                    | 0     | n.d.    |
|                                    |                                              |                         |                         |                         |       |         |
| Iscritti                           | Iscritti                                     | 964 332                 | 100,00                  |                         |       |         |
| ↳ Votanti (% su iscritti)          | ↳ Votanti (% su iscritti)                    | 894 129                 | 92,72                   | 3,13                    |       |         |
| ↳ Voti validi (% su votanti)       | ↳ Voti validi (% su votanti)                 | 848 190                 | 94,86                   |                         |       |         |
| ↳ Schede non valide (% su votanti) | ↳ Schede non valide (% su votanti)           | 45 939                  | 5,14                    |                         |       |         |
| ↳ Astenuti (% su iscritti)         | ↳ Astenuti (% su iscritti)                   | 70 203                  | 7,28                    |                         |       |         |

| Eletti | Eletti                    |
| ------ | ------------------------- |
|        | Danilo De' Cocci          |
|        | Gualtiero Nepi            |
|        | Rodolfo Tambroni Armaroli |
|        | Giovanni Venturi          |
|        | Gianfilippo Benedetti     |
|        | Giorgio De Sabbata        |
|        | Paolo Guerrini            |
|        | Pasquale Salvucci         |

### IX legislatura
Nessun candidato nei collegi uninominali raggiunse il quorum del 65% dei voti per essere eletto automaticamente; i seggi vennero pertanto assegnati proporzionalmente ai voti ricevuti.
| Partito                            | Partito                                 | Risultati 26 giugno 1983 | Risultati 26 giugno 1983 | Risultati 26 giugno 1983 | Seggi | Seggi   |
| Partito                            | Partito                                 | Voti                     | %                        | ±                        | Num   | ±       |
| ---------------------------------- | --------------------------------------- | ------------------------ | ------------------------ | ------------------------ | ----- | ------- |
|                                    | Partito Comunista Italiano              | 325 516                  | 38,20                    | 0,80                     | 4     | Stabile |
|                                    | Democrazia Cristiana                    | 292 894                  | 34,37                    | 5,06                     | 3     | 1       |
|                                    | Partito Socialista Italiano             | 83 131                   | 9,76                     | 1,33                     | 1     | 1       |
|                                    | Movimento Sociale Italiano              | 43 848                   | 5,15                     | 1,42                     | 0     | Stabile |
|                                    | Partito Repubblicano Italiano           | 38 185                   | 4,48                     | 0,95                     | 0     | Stabile |
|                                    | Partito Socialista Democratico Italiano | 25 023                   | 2,94                     | 0,03                     | 0     | Stabile |
|                                    | Partito Liberale Italiano               | 13 643                   | 1,60                     | 0,62                     | 0     | Stabile |
|                                    | Partito Pensionati                      | 12 302                   | 1,44                     | n.d.                     | 0     | n.d.    |
|                                    | Partito Radicale                        | 9 715                    | 1,14                     | 0,51                     | 0     | Stabile |
|                                    | Democrazia Proletaria                   | 7 028                    | 0,82                     | n.d.                     | 0     | n.d.    |
|                                    | Lista per Trieste                       | 801                      | 0,09                     | n.d.                     | 0     | n.d.    |
|                                    |                                         |                          |                          |                          |       |         |
| Iscritti                           | Iscritti                                | 993 757                  | 100,00                   |                          |       |         |
| ↳ Votanti (% su iscritti)          | ↳ Votanti (% su iscritti)               | 910 972                  | 91,67                    | 1,05                     |       |         |
| ↳ Voti validi (% su votanti)       | ↳ Voti validi (% su votanti)            | 852 086                  | 93,54                    |                          |       |         |
| ↳ Schede non valide (% su votanti) | ↳ Schede non valide (% su votanti)      | 58 886                   | 6,46                     |                          |       |         |
| ↳ Astenuti (% su iscritti)         | ↳ Astenuti (% su iscritti)              | 82 785                   | 8,33                     |                          |       |         |

| Eletti | Eletti                    |
| ------ | ------------------------- |
|        | Gianfilippo Benedetti     |
|        | Aroldo Cascia             |
|        | Giorgio De Sabbata        |
|        | Paolo Volponi             |
|        | Gualtiero Nepi            |
|        | Rodolfo Tambroni Armaroli |
|        | Giovanni Venturi          |
|        | Giuseppe Orciari          |

### X legislatura
Nessun candidato nei collegi uninominali raggiunse il quorum del 65% dei voti per essere eletto automaticamente; i seggi vennero pertanto assegnati proporzionalmente ai voti ricevuti.
| Partito                            | Partito                                 | Risultati 14 giugno 1987 | Risultati 14 giugno 1987 | Risultati 14 giugno 1987 | Seggi | Seggi   |
| Partito                            | Partito                                 | Voti                     | %                        | ±                        | Num   | ±       |
| ---------------------------------- | --------------------------------------- | ------------------------ | ------------------------ | ------------------------ | ----- | ------- |
|                                    | Partito Comunista Italiano              | 317 252                  | 35,94                    | 2,26                     | 4     | Stabile |
|                                    | Democrazia Cristiana                    | 310 130                  | 35,13                    | 0,76                     | 3     | Stabile |
|                                    | Partito Socialista Italiano             | 106 603                  | 12,08                    | 2,32                     | 1     | Stabile |
|                                    | Movimento Sociale Italiano              | 47 930                   | 5,43                     | 0,28                     | 0     | Stabile |
|                                    | Partito Repubblicano Italiano           | 28 941                   | 3,28                     | 1,20                     | 0     | Stabile |
|                                    | Partito Socialista Democratico Italiano | 17 664                   | 2,00                     | 0,94                     | 0     | Stabile |
|                                    | Lista Verde                             | 16 810                   | 1,90                     | n.d.                     | 0     | n.d.    |
|                                    | Partito Radicale                        | 13 410                   | 1,52                     | 0,38                     | 0     | Stabile |
|                                    | Democrazia Proletaria                   | 10 254                   | 1,16                     | 0,34                     | 0     | Stabile |
|                                    | Partito Liberale Italiano               | 7 854                    | 0,89                     | 0,71                     | 0     | Stabile |
|                                    | Liga Veneta                             | 5 159                    | 0,58                     | n.d.                     | 0     | n.d.    |
|                                    | Alleanza Popolare Pensionati            | 774                      | 0,09                     | n.d.                     | 0     | n.d.    |
|                                    |                                         |                          |                          |                          |       |         |
| Iscritti                           | Iscritti                                | 1 023 809                | 100,00                   |                          |       |         |
| ↳ Votanti (% su iscritti)          | ↳ Votanti (% su iscritti)               | 933 738                  | 91,20                    | 0,47                     |       |         |
| ↳ Voti validi (% su votanti)       | ↳ Voti validi (% su votanti)            | 882 781                  | 94,54                    |                          |       |         |
| ↳ Schede non valide (% su votanti) | ↳ Schede non valide (% su votanti)      | 50 957                   | 5,46                     |                          |       |         |
| ↳ Astenuti (% su iscritti)         | ↳ Astenuti (% su iscritti)              | 90 071                   | 8,80                     |                          |       |         |

| Eletti | Eletti             |
| ------ | ------------------ |
|        | Aroldo Cascia      |
|        | Giorgio Cisbani    |
|        | Giorgio Tornati    |
|        | Paolo Volponi      |
|        | Alessandro Fontana |
|        | Gualtiero Nepi     |
|        | Giovanni Venturi   |
|        | Tommaso Mancia     |

### XI legislatura
Nessun candidato nei collegi uninominali raggiunse il quorum del 65% dei voti per essere eletto automaticamente; i seggi vennero pertanto assegnati proporzionalmente ai voti ricevuti.
| Partito                            | Partito                                 | Risultati 5 aprile 1992 | Risultati 5 aprile 1992 | Risultati 5 aprile 1992 | Seggi | Seggi   |
| Partito                            | Partito                                 | Voti                    | %                       | ±                       | Num   | ±       |
| ---------------------------------- | --------------------------------------- | ----------------------- | ----------------------- | ----------------------- | ----- | ------- |
|                                    | Democrazia Cristiana                    | 277 928                 | 31,33                   | 3,80                    | 3     | Stabile |
|                                    | Partito Democratico della Sinistra      | 219 671                 | 24,76                   | n.d.                    | 3     | n.d.    |
|                                    | Partito Socialista Italiano             | 123 713                 | 13,95                   | 1,87                    | 1     | Stabile |
|                                    | Rifondazione Comunista                  | 74 117                  | 8,35                    | n.d.                    | 1     | n.d.    |
|                                    | Movimento Sociale Italiano              | 55 423                  | 6,25                    | 0,82                    | 0     | Stabile |
|                                    | Partito Repubblicano Italiano           | 43 409                  | 4,89                    | 1,61                    | 0     | Stabile |
|                                    | Federazione dei Verdi                   | 26 852                  | 3,03                    | n.d.                    | 0     | n.d.    |
|                                    | Partito Socialista Democratico Italiano | 14 109                  | 1,59                    | 0,41                    | 0     | Stabile |
|                                    | Partito Liberale Italiano               | 12 128                  | 1,37                    | 0,48                    | 0     | Stabile |
|                                    | Lega Lombarda                           | 10 529                  | 1,19                    | n.d.                    | 0     | n.d.    |
|                                    | Altri                                   | 29 228                  | 3,29                    | n.d.                    | 0     | n.d.    |
|                                    |                                         |                         |                         |                         |       |         |
| Iscritti                           | Iscritti                                | 1 069 372               | 100,00                  |                         |       |         |
| ↳ Votanti (% su iscritti)          | ↳ Votanti (% su iscritti)               | 953 984                 | 89,21                   | 1,99                    |       |         |
| ↳ Voti validi (% su votanti)       | ↳ Voti validi (% su votanti)            | 887 107                 | 92,99                   |                         |       |         |
| ↳ Schede non valide (% su votanti) | ↳ Schede non valide (% su votanti)      | 66 877                  | 7,01                    |                         |       |         |
| ↳ Astenuti (% su iscritti)         | ↳ Astenuti (% su iscritti)              | 115 388                 | 10,79                   |                         |       |         |

| Eletti | Eletti             |
| ------ | ------------------ |
|        | Carlo Ballesi      |
|        | Alessandro Fontana |
|        | Francesco Merloni  |
|        | Luana Angeloni     |
|        | Giorgio Londei     |
|        | Marcello Stefanini |
|        | Wolfango Zappasodi |
|        | Primo Galdelli     |

## Dal 1993 al 2005
Con la riforma elettorale maggioritaria del 1993, in prima istanza veniva eletto senatore il candidato che avesse riportato la maggioranza relativa dei suffragi in ciascun collegio. Nessun candidato poteva presentarsi in più di un collegio. I rimanenti seggi regionali erano invece assegnati assommando i voti di tutti i candidati uninominali perdenti che si fossero collegati in un gruppo regionale, utilizzando il metodo D'Hondt delle migliori medie: gli scranni così ottenuti da ciascun gruppo venivano assegnati, all'interno di essa, ai candidati perdenti che avessero ottenuto le migliori percentuali elettorali.

### Collegi elettorali
1. Ascoli Piceno
2. Civitanova Marche
3. Macerata
4. Ancona
5. Fano
6. Pesaro

### XII legislatura

#### Risultati elettorali
|                               | Progressisti       | 374 717   | 43,04 | 6 |  |  |  |  |  |
|                               | Patto per l'Italia | 183 914   | 21,12 | 1 |  |  |  |  |  |
|                               | Alleanza Nazionale | 159 902   | 18,37 | 1 |  |  |  |  |  |
|                               | Polo delle Libertà | 152 078   | 17,47 | – |  |  |  |  |  |
| Totale                        | Totale             | 870 611   | 100   | 8 |  |  |  |  |  |
|                               |                    |           |       |   |  |  |  |  |  |
| Voti non validi               | Voti non validi    | 85 618    | 8,95  |   |  |  |  |  |  |
| Votanti                       | Votanti            | 956 229   | 87,48 |   |  |  |  |  |  |
| Elettori                      | Elettori           | 1 093 118 |       |   |  |  |  |  |  |
|                               |                    |           |       |   |  |  |  |  |  |
| Data: 27-28 marzo 1994        |                    |           |       |   |  |  |  |  |  |
| Fonte: Ministero dell'interno |                    |           |       |   |  |  |  |  |  |

#### Eletti
Eletti nei Progressisti (PDS - PRC - FdV - PSI - Rete - AD - CS - RS)
     Eletti nel Patto per l'Italia (PPI - PS)
     Eletti in Alleanza Nazionale - Movimento Sociale Italiano
| Collegio              | Eletto | Eletto           | Partito   | Quota |
| --------------------- | ------ | ---------------- | --------- | ----- |
| 1 - Ascoli Piceno     |        | Luigi Manconi    | FdV (Ind) | Magg. |
| 1 - Ascoli Piceno     |        | Luigi Natali     | AN-MSI    | Prop. |
| 2 - Civitanova Marche |        | Maurizio Pieroni | FdV       | Magg. |
| 3 - Macerata          |        | Orietta Baldelli | PSI       | Magg. |
| 3 - Macerata          |        | Carlo Ballesi    | PPI       | Prop. |
| 4 - Ancona            |        | Silvio Mantovani | PDS       | Magg. |
| 5 - Fano              |        | Luana Angeloni   | PDS       | Magg. |
| 6 - Pesaro            |        | Giorgio Londei   | PDS       | Magg. |

### XIII legislatura

#### Risultati elettorali
|                               | L'Ulivo              | 482 678   | 55,42 | 6 |  |  |  |  |  |
|                               | Polo per le Libertà  | 353 309   | 40,57 | 2 |  |  |  |  |  |
|                               | Lega Nord            | 24 296    | 2,79  | – |  |  |  |  |  |
|                               | Destra di Popolo     | 6 710     | 0,77  | – |  |  |  |  |  |
|                               | Per un Paese normale | 3 976     | 0,46  | – |  |  |  |  |  |
| Totale                        | Totale               | 870 969   | 100   | 8 |  |  |  |  |  |
|                               |                      |           |       |   |  |  |  |  |  |
| Voti non validi               | Voti non validi      | 75 800    | 8,01  |   |  |  |  |  |  |
| Votanti                       | Votanti              | 946 769   | 85,07 |   |  |  |  |  |  |
| Elettori                      | Elettori             | 1 112 911 |       |   |  |  |  |  |  |
|                               |                      |           |       |   |  |  |  |  |  |
| Data: 21 aprile 1996          |                      |           |       |   |  |  |  |  |  |
| Fonte: Ministero dell'interno |                      |           |       |   |  |  |  |  |  |

#### Eletti
Eletti nell'Ulivo (PDS - PpP - RI - FdV - PSd'Az - FL - MCU - CS - SI - PS)
     Eletti nel Polo per le Libertà (FI - AN - CCD-CDU)
| Collegio              | Eletto | Eletto               | Partito | Quota |
| --------------------- | ------ | -------------------- | ------- | ----- |
| 1 - Ascoli Piceno     |        | Giovanni Ferrante    | PDS     | Magg. |
| 1 - Ascoli Piceno     |        | Francesca Scopelliti | FI      | Prop. |
| 2 - Civitanova Marche |        | Maurizio Pieroni     | FdV     | Magg. |
| 2 - Civitanova Marche |        | Luciano Magnalbò     | AN      | Prop. |
| 3 - Macerata          |        | Luigi Manconi        | FdV     | Magg. |
| 4 - Ancona            |        | Guido Calvi          | PDS     | Magg. |
| 5 - Fano              |        | Angelo Giorgianni    | RI      | Magg. |
| 6 - Pesaro            |        | Palmiro Ucchielli    | PDS     | Magg. |
| 6 - Pesaro            |        | Giuseppe Mascioni    | DS      | Magg. |

1. ↑  Dimessosi il 05.10.1999 (eletto Presidente della provincia di Pesaro e Urbino).
2. ↑  Dal 09.12.1999 (eletto in seguito a elezioni suppletive).

### XIV legislatura

#### Risultati elettorali
|                               | L'Ulivo                              | 423 951   | 46,71 | 5 |  |  |  |  |  |
|                               | Casa delle Libertà                   | 346 498   | 38,17 | 3 |  |  |  |  |  |
|                               | Partito della Rifondazione Comunista | 49 914    | 5,50  | – |  |  |  |  |  |
|                               | Lista Di Pietro                      | 28 216    | 3,11  | – |  |  |  |  |  |
|                               | Fiamma Tricolore                     | 22 396    | 2,47  | – |  |  |  |  |  |
|                               | Democrazia Europea                   | 20 913    | 2,30  | – |  |  |  |  |  |
|                               | Lista Emma Bonino                    | 14 819    | 1,63  | – |  |  |  |  |  |
|                               | Parlamentare Indipendente            | 993       | 0,11  | – |  |  |  |  |  |
| Totale                        | Totale                               | 907 700   | 100   | 8 |  |  |  |  |  |
|                               |                                      |           |       |   |  |  |  |  |  |
| Voti non validi               | Voti non validi                      | 53 752    | 5,59  |   |  |  |  |  |  |
| Votanti                       | Votanti                              | 961 452   | 83,85 |   |  |  |  |  |  |
| Elettori                      | Elettori                             | 1 146 569 |       |   |  |  |  |  |  |
|                               |                                      |           |       |   |  |  |  |  |  |
| Data: 13 maggio 2001          |                                      |           |       |   |  |  |  |  |  |
| Fonte: Ministero dell'interno |                                      |           |       |   |  |  |  |  |  |

#### Eletti
Eletti nell'Ulivo (DS - DL - Girasole - PdCI - MRE - SVP - PSd'Az)
     Eletti nella Casa delle Libertà (FI - AN - LN - CCD - CDU - NPSI - PRI)
| Collegio              | Eletto | Eletto             | Partito  | Quota |
| --------------------- | ------ | ------------------ | -------- | ----- |
| 1 - Ascoli Piceno     |        | Amedeo Ciccanti    | CDU      | Magg. |
| 2 - Civitanova Marche |        | Luciano Magnalbò   | AN       | Magg. |
| 2 - Civitanova Marche |        | Stefano Bastianoni | DL (RI)  | Prop. |
| 3 - Macerata          |        | Mario Cavallaro    | DL       | Magg. |
| 3 - Macerata          |        | Alessandro Forlani | CCD      | Prop. |
| 4 - Ancona            |        | Marina Magistrelli | DL (Dem) | Magg. |
| 5 - Fano              |        | Guido Calvi        | DS       | Magg. |
| 6 - Pesaro            |        | Giuseppe Mascioni  | DS       | Magg. |

## Dal 2005 al 2017
Con l'entrata in vigore della legge Calderoli, per l'elezione del Senato viene adottato un sistema elettorale proporzionale con liste bloccate, soglia di sbarramento e premio di maggioranza su base regionale. Alla ripartizione dei seggi, che avviene secondo il metodo Hare dei quozienti interi e dei più alti resti, concorrono le liste che nell'ambito della circoscrizione regionale abbiano ottenuto almeno l'8% dei voti validi, oppure almeno il 3% se esse sono parte di una coalizione che abbia ottenuto almeno il 20%. In ogni caso, alla coalizione o lista singola più votata è attribuito almeno il 55% dei seggi: se tale soglia non è raggiunta, viene assegnato un premio di maggioranza, in forma di seggi supplementari, che riduce quelli attribuiti alle altre forze politiche.

### XV legislatura

#### Risultati elettorali
|                               | Democratici di Sinistra                           | 214 836   | 22,97 | 2 |  |  |  |  |  |
|                               | La Margherita                                     | 106 503   | 11,39 | 1 |  |  |  |  |  |
|                               | Partito della Rifondazione Comunista              | 81 903    | 8,76  | 1 |  |  |  |  |  |
|                               | Insieme con l'Unione                              | 39 317    | 4,20  | 1 |  |  |  |  |  |
|                               | Italia dei Valori                                 | 24 882    | 2,66  | – |  |  |  |  |  |
|                               | Rosa nel Pugno                                    | 17 485    | 1,87  | – |  |  |  |  |  |
|                               | Movimento Repubblicani Europei                    | 10 290    | 1,10  | – |  |  |  |  |  |
|                               | Partito Pensionati                                | 7 017     | 0,75  | – |  |  |  |  |  |
|                               | Popolari UDEUR                                    | 6 576     | 0,70  | – |  |  |  |  |  |
|                               | Totale coalizione                                 | 508 809   | 54,40 | 5 |  |  |  |  |  |
|                               | Forza Italia                                      | 182 900   | 19,56 | 1 |  |  |  |  |  |
|                               | Alleanza Nazionale                                | 134 751   | 14,41 | 1 |  |  |  |  |  |
|                               | Unione dei Democratici Cristiani                  | 75 789    | 8,10  | 1 |  |  |  |  |  |
|                               | Lega Nord – MPA                                   | 9 339     | 1,00  | – |  |  |  |  |  |
|                               | Fiamma Tricolore                                  | 6 549     | 0,70  | – |  |  |  |  |  |
|                               | Democrazia Cristiana per le Autonomie – Nuovo PSI | 5 870     | 0,63  | – |  |  |  |  |  |
|                               | Alternativa Sociale                               | 5 262     | 0,56  | – |  |  |  |  |  |
|                               | Partito Repubblicano Italiano                     | 2 534     | 0,27  | – |  |  |  |  |  |
|                               | Ecologisti Democratici                            | 1 933     | 0,21  | – |  |  |  |  |  |
|                               | No Euro                                           | 1 537     | 0,16  | – |  |  |  |  |  |
|                               | Totale coalizione                                 | 426 464   | 45,60 | 3 |  |  |  |  |  |
| Totale                        | Totale                                            | 935 273   | 100   | 8 |  |  |  |  |  |
|                               |                                                   |           |       |   |  |  |  |  |  |
| Voti non validi               | Voti non validi                                   | 30 874    | 3,20  |   |  |  |  |  |  |
| Votanti                       | Votanti                                           | 966 147   | 86,12 |   |  |  |  |  |  |
| Elettori                      | Elettori                                          | 1 121 833 |       |   |  |  |  |  |  |
|                               |                                                   |           |       |   |  |  |  |  |  |
| Fonte: Ministero dell'interno |                                                   |           |       |   |  |  |  |  |  |

#### Eletti
| Democratici di Sinistra       | Democrazia è Libertà - La Margherita | Partito della Rifondazione Comunista | Insieme con l'Unione                                            |
| ----------------------------- | ------------------------------------ | ------------------------------------ | --------------------------------------------------------------- |
|                               |                                      |                                      |                                                                 |
| - Silvana Amati - Guido Calvi | - Marina Magistrelli                 | - Erminia Emprin                     | - → Armando Cossutta - → Marco Pecoraro Scanio - Fernando Rossi |

| Forza Italia       | Alleanza Nazionale  | Unione dei Demcoratici Cristiani e di Centro |
| ------------------ | ------------------- | -------------------------------------------- |
|                    |                     |                                              |
| - Francesco Casoli | - Mario Baldassarri | - → Mario Baccini - Amedeo Ciccanti          |

1. ↑  Opta per la circoscrizione Emilia-Romagna
2. ↑  Opta per la circoscrizione Campania
3. ↑  Opta per la circoscrizione Lazio

### XVI legislatura

#### Risultati elettorali
|                               | Partito Democratico                  | 377 771   | 41,94 | 5 |  |  |  |  |  |
|                               | Italia dei Valori                    | 39 995    | 4,44  | – |  |  |  |  |  |
|                               | Totale coalizione                    | 417 766   | 46,38 | 5 |  |  |  |  |  |
|                               | Il Popolo della Libertà              | 327 287   | 36,34 | 3 |  |  |  |  |  |
|                               | Lega Nord                            | 18 889    | 2,10  | – |  |  |  |  |  |
|                               | Totale coalizione                    | 346 176   | 38,43 | 3 |  |  |  |  |  |
|                               | Unione di Centro                     | 54 391    | 6,04  | – |  |  |  |  |  |
|                               | La Sinistra l'Arcobaleno             | 27 882    | 3,10  | – |  |  |  |  |  |
|                               | La Destra - Fiamma Tricolore         | 26 807    | 2,98  | – |  |  |  |  |  |
|                               | Partito Comunista dei Lavoratori     | 7 679     | 0,85  | – |  |  |  |  |  |
|                               | Partito Socialista                   | 6 143     | 0,68  | – |  |  |  |  |  |
|                               | Sinistra Critica                     | 4 588     | 0,51  | – |  |  |  |  |  |
|                               | Per il Bene Comune                   | 3 718     | 0,41  | – |  |  |  |  |  |
|                               | Partito Liberale Italiano            | 3 024     | 0,34  | – |  |  |  |  |  |
|                               | Unione Democratica per i Consumatori | 2 547     | 0,28  | – |  |  |  |  |  |
| Totale                        | Totale                               | 900 721   | 100   | 8 |  |  |  |  |  |
|                               |                                      |           |       |   |  |  |  |  |  |
| Voti non validi               | Voti non validi                      | 29 743    | 3,20  |   |  |  |  |  |  |
| Votanti                       | Votanti                              | 930 464   | 82,66 |   |  |  |  |  |  |
| Elettori                      | Elettori                             | 1 125 616 |       |   |  |  |  |  |  |
|                               |                                      |           |       |   |  |  |  |  |  |
| Fonte: Ministero dell'interno |                                      |           |       |   |  |  |  |  |  |

#### Eletti
| Partito Democratico                                                                   | Il Popolo della Libertà                                       |
| ------------------------------------------------------------------------------------- | ------------------------------------------------------------- |
|                                                                                       |                                                               |
| - Giorgio Tonini - Silvana Amati - Marina Magistrelli - Nicola Rossi - Fabrizio Morri | - Mario Baldassarri - Francesco Casoli - Salvatore Piscitelli |

### XVII legislatura

#### Risultati elettorali
|                               | Partito Democratico              | 256 084   | 29,97 | 5 |  |  |  |  |  |
|                               | Sinistra Ecologia Libertà        | 23 540    | 2,76  | – |  |  |  |  |  |
|                               | Centro Democratico               | 3 876     | 0,45  | – |  |  |  |  |  |
|                               | Totale coalizione                | 283 500   | 33,18 | 5 |  |  |  |  |  |
|                               | Movimento 5 Stelle               | 258 825   | 30,30 | 1 |  |  |  |  |  |
|                               | Il Popolo della Libertà          | 156 218   | 18,29 | 1 |  |  |  |  |  |
|                               | Fratelli d'Italia                | 18 572    | 2,17  | – |  |  |  |  |  |
|                               | La Destra                        | 7 173     | 0,84  | – |  |  |  |  |  |
|                               | Lega Nord                        | 6 615     | 0,77  | – |  |  |  |  |  |
|                               | Moderati in Rivoluzione          | 1 485     | 0,17  | – |  |  |  |  |  |
|                               | Totale coalizione                | 190 063   | 22,25 | 1 |  |  |  |  |  |
|                               | Con Monti per l'Italia           | 85 612    | 10,02 | 1 |  |  |  |  |  |
|                               | Rivoluzione Civile               | 15 715    | 1,84  | – |  |  |  |  |  |
|                               | Fare per Fermare il Declino      | 7 571     | 0,89  | – |  |  |  |  |  |
|                               | Partito Comunista dei Lavoratori | 5 940     | 0,70  | – |  |  |  |  |  |
|                               | Forza Nuova                      | 3 759     | 0,44  | – |  |  |  |  |  |
|                               | Io Amo l'Italia                  | 3 355     | 0,39  | – |  |  |  |  |  |
| Totale                        | Totale                           | 854 340   | 100   | 8 |  |  |  |  |  |
|                               |                                  |           |       |   |  |  |  |  |  |
| Voti non validi               | Voti non validi                  | 26 674    | 3,03  |   |  |  |  |  |  |
| Votanti                       | Votanti                          | 881 014   | 79,46 |   |  |  |  |  |  |
| Elettori                      | Elettori                         | 1 108 695 |       |   |  |  |  |  |  |
|                               |                                  |           |       |   |  |  |  |  |  |
| Fonte: Ministero dell'interno |                                  |           |       |   |  |  |  |  |  |

#### Eletti
| Partito Democratico                                                                      | Movimento 5 Stelle  | Il Popolo della Libertà                | Con Monti per l'Italia |
| ---------------------------------------------------------------------------------------- | ------------------- | -------------------------------------- | ---------------------- |
|                                                                                          |                     |                                        |                        |
| - Camilla Fabbri - Riccardo Nencini - Silvana Amati - Francesco Verducci - Mario Morgoni | - Serenella Fucksia | - → Silvio Berlusconi - Remigio Ceroni | - Maria Paola Merloni  |

1. ↑  Opta per la circoscrizione Molise

## Dal 2017

### Collegi elettorali

#### Dal 2017 al 2020
Alla circoscrizione sono attribuiti 8 seggi: 3 sono assegnati con sistema maggioritario, in altrettanti collegi uninominali; 5 mediante sistema proporzionale, all'interno di un unico collegio plurinominale.
| Collegi plurinominali | Collegi plurinominali | Collegi uninominali                              |
| --------------------- | --------------------- | ------------------------------------------------ |
|                       | Marche - 01           | - 01 - Pesaro - 02 - Ancona - 03 - Ascoli Piceno |

#### Dal 2020
In seguito alla riforma costituzionale del 2020 in tema di riduzione del numero dei parlamentari, alla circoscrizione sono attribuiti 5 seggi: 2 sono assegnati mediante sistema maggioritario, in altrettanti collegi uninominali; 3 mediante sistema proporzionale, all'interno di un unico collegio plurinominale.
| Collegi plurinominali | Collegi plurinominali | Collegi uninominali                |
| --------------------- | --------------------- | ---------------------------------- |
|                       | Marche - 01           | - 01 - Ascoli Piceno - 02 - Ancona |

### XVIII legislatura

#### Risultati
|                               | Movimento 5 Stelle                          | 289 374   | 35,22 | 2 | 289 374 | 35,22 | 3 |  |  |
|                               | Lega                                        | 144 623   | 17,60 | 1 | 270 962 | 32,98 | – |  |  |
|                               | Forza Italia                                | 81 485    | 9,92  | 1 | 270 962 | 32,98 | – |  |  |
|                               | Fratelli d'Italia                           | 37 758    | 4,60  | – | 270 962 | 32,98 | – |  |  |
|                               | Noi con l'Italia – UDC                      | 7 096     | 0,86  | – | 270 962 | 32,98 | – |  |  |
|                               | Partito Democratico                         | 180 032   | 21,91 | 1 | 201 544 | 24,53 | – |  |  |
|                               | +Europa                                     | 14 450    | 1,76  | – | 201 544 | 24,53 | – |  |  |
|                               | Italia Europa Insieme                       | 4 126     | 0,50  | – | 201 544 | 24,53 | – |  |  |
|                               | Civica Popolare                             | 2 936     | 0,36  | – | 201 544 | 24,53 | – |  |  |
|                               | Liberi e Uguali                             | 23 117    | 2,81  | – | 23 117  | 2,81  | – |  |  |
|                               | Potere al Popolo!                           | 7 684     | 0,94  | – | 7 684   | 0,94  | – |  |  |
|                               | CasaPound                                   | 7 669     | 0,93  | – | 7 669   | 0,93  | – |  |  |
|                               | Il Popolo della Famiglia                    | 7 066     | 0,86  | – | 7 066   | 0,86  | – |  |  |
|                               | Partito Comunista                           | 5 683     | 0,69  | – | 5 683   | 0,69  | – |  |  |
|                               | Italia agli Italiani (FT - FN)              | 4 546     | 0,55  | – | 4 546   | 0,55  | – |  |  |
|                               | Partito Valore Umano                        | 2 137     | 0,26  | – | 2 137   | 0,26  | – |  |  |
|                               | Lista del Popolo per la Costituzione        | 874       | 0,11  | – | 874     | 0,11  | – |  |  |
|                               | Per una Sinistra Rivoluzionaria (PCL - SCR) | 871       | 0,11  | – | 871     | 0,11  | – |  |  |
| Totale                        | Totale                                      | 821 527   | 100   | 5 | 821 527 | 100   | 3 |  |  |
|                               |                                             |           |       |   |         |       |   |  |  |
| Schede bianche                | Schede bianche                              | 10 052    | 1,19  |   |         |       |   |  |  |
| Schede nulle                  | Schede nulle                                | 13 153    | 1,56  |   |         |       |   |  |  |
| Votanti                       | Votanti                                     | 844 732   | 77,08 |   |         |       |   |  |  |
| Elettori                      | Elettori                                    | 1 095 884 |       |   |         |       |   |  |  |
|                               |                                             |           |       |   |         |       |   |  |  |
| Fonte: Ministero dell'interno |                                             |           |       |   |         |       |   |  |  |

#### Eletti

##### Eletti maggioritario
Eletti nel Movimento 5 Stelle
| Collegio uninominale | Eletto | Eletto                | Partito |
| -------------------- | ------ | --------------------- | ------- |
| 1. Pesaro            |        | Donatella Agostinelli | M5S     |
| 2. Ancona            |        | Mauro Coltorti        | M5S     |
| 3. Ascoli Piceno     |        | Giorgio Fede          | M5S     |

##### Eletti proporzionale
| Collegio plurinominale | M5S                                  | Partito Democratico  | Lega                  | Forza Italia     |
| ---------------------- | ------------------------------------ | -------------------- | --------------------- | ---------------- |
| Collegio plurinominale |                                      |                      |                       |                  |
| 1. Marche - 01         | - Sergio Romagnoli - Rossella Accoto | - Francesco Verducci | - Giuliano Pazzaglini | - Andrea Cangini |

1. ↑  In data 21.07.2022 aderisce al gruppo misto, non iscritti.

### XIX legislatura

#### Risultati elettorali
|                               | Fratelli d'Italia                                       | 224 466   | 29,49 | 1 | 340 986 | 44,80 | 2 |  |  |
|                               | Lega per Salvini Premier                                | 60 793    | 7,99  | – | 340 986 | 44,80 | 2 |  |  |
|                               | Forza Italia                                            | 49 751    | 6,54  | – | 340 986 | 44,80 | 2 |  |  |
|                               | Noi Moderati                                            | 5 976     | 0,79  | – | 340 986 | 44,80 | 2 |  |  |
|                               | Partito Democratico - Italia Democratica e Progressista | 151 772   | 19,94 | 1 | 200 457 | 26,34 | – |  |  |
|                               | Alleanza Verdi e Sinistra                               | 24 778    | 3,26  | – | 200 457 | 26,34 | – |  |  |
|                               | +Europa                                                 | 20 335    | 2,67  | – | 200 457 | 26,34 | – |  |  |
|                               | Impegno Civico – Centro Democratico                     | 3 572     | 0,47  | – | 200 457 | 26,34 | – |  |  |
|                               | Movimento 5 Stelle                                      | 104 964   | 13,79 | 1 | 104 964 | 13,79 | – |  |  |
|                               | Azione - Italia Viva                                    | 56 490    | 7,42  | – | 56 490  | 7,42  | – |  |  |
|                               | Italexit                                                | 20 021    | 2,63  | – | 20 021  | 2,63  | – |  |  |
|                               | Italia Sovrana e Popolare                               | 10 445    | 1,37  | – | 10 445  | 1,37  | – |  |  |
|                               | Unione Popolare                                         | 10 021    | 1,32  | – | 10 021  | 1,32  | – |  |  |
|                               | Partito Comunista Italiano                              | 8 647     | 1,14  | – | 8 647   | 1,14  | – |  |  |
|                               | Vita                                                    | 6 334     | 0,83  | – | 6 334   | 0,83  | – |  |  |
|                               | Alternativa per l'Italia (PdF - Exit)                   | 2 734     | 0,36  | – | 2 734   | 0,36  | – |  |  |
| Totale                        | Totale                                                  | 761 099   | 100   | 3 | 761 099 | 100   | 2 |  |  |
|                               |                                                         |           |       |   |         |       |   |  |  |
| Voti non validi               | Voti non validi                                         | 35 951    | 4,51  |   |         |       |   |  |  |
| Votanti                       | Votanti                                                 | 797 050   | 68,39 |   |         |       |   |  |  |
| Elettori                      | Elettori                                                | 1 165 397 |       |   |         |       |   |  |  |
|                               |                                                         |           |       |   |         |       |   |  |  |
| Data: 25 settembre 2022       |                                                         |           |       |   |         |       |   |  |  |
| Fonte: Ministero dell'interno |                                                         |           |       |   |         |       |   |  |  |

#### Eletti

##### Eletti maggioritario
Eletti nella coalizione di centro-destra (FdI - Lega - FI - NM)
| Collegio uninominale | Eletto | Eletto          | Partito  |
| -------------------- | ------ | --------------- | -------- |
| 01 - Ascoli Piceno   |        | Elena Leonardi  | FdI      |
| 02 - Ancona          |        | Antonio De Poli | NM (UdC) |

##### Eletti proporzionale
| Collegio plurinominale | Fratelli d'Italia | Partito Democratico-IDP | Movimento 5 Stelle |
| ---------------------- | ----------------- | ----------------------- | ------------------ |
| Collegio plurinominale |                   |                         |                    |
| 1. Marche - 01         | - Guido Castelli  | - Alberto Losacco       | - Roberto Cataldi  |